# Semi-marathon de Nice
Le Semi-marathon de Nice ou le Semi-marathon international de Nice est une épreuve de course à pied d'une distance de 21,1 km dans la ville de Nice, en France. Elle est organisée par Azur Sport Organisation abrégé ASO. 

## Vainqueurs
| Année | Hommes                                              | Pays                                                | Temps                                               |                                                     | Femmes                                              | Pays                                                | Temps                                               |
| 1992  | Chaham El Maati                                     | Maroc                                               | 1 h 5 min 0 s                                       | Diane Nauzin                                        | Monaco                                              | 1 h 19 min 10 s                                     |                                                     |
| 1993  | Saïd Belaout                                        | Algérie                                             | 1 h 5 min 28 s                                      | Sylviane Levesque                                   | France                                              | 1 h 14 min 32 s                                     |                                                     |
| 1994  | Mustapha Lachaal                                    | Maroc                                               | 1 h 4 min 22 s                                      | Nadezhda Tatarenkova                                | Russie                                              | 1 h 13 min 0 s                                      |                                                     |
| 1995  | Josephat Kiprono                                    | Kenya                                               | 1 h 1 min 51 s                                      | Souad Dria                                          | France                                              | 1 h 13 min 57 s                                     |                                                     |
| 1996  | Ezequiel Bitok                                      | Kenya                                               | 1 h 1 min 45 s                                      | Christine Mallo                                     | France                                              | 1 h 12 min 54 s                                     |                                                     |
| 1997  | Paul Kipsambu                                       | Kenya                                               | 1 h 1 min 58 s                                      | Alina Gherasim                                      | Roumanie                                            | 1 h 9 min 41 s                                      |                                                     |
| 1998  | Francis Kemboi                                      | Kenya                                               | 1 h 2 min 13 s                                      | Alina Gherasim                                      | Roumanie                                            | 1 h 10 min 21 s                                     |                                                     |
| 1999  | Geoffrey Kinyua                                     | Kenya                                               | 1 h 1 min 52 s                                      | Alina Gherasim                                      | Roumanie                                            | 1 h 11 min 23 s                                     |                                                     |
| 2000  | Phaustin Baha Sulle                                 | Tanzanie                                            | 1 h 1 min 27 s                                      | Restituta Joseph                                    | Tanzanie                                            | 1 h 8 min 47 s                                      |                                                     |
| 2001  | Peter Kiplagat                                      | Kenya                                               | 1 h 1 min 32 s                                      | Edith Masai                                         | Kenya                                               | 1 h 7 min 53 s                                      |                                                     |
| 2002  | Laban Kipkemboi                                     | Kenya                                               | 1 h 3 min 33 s                                      | Hafida Gadi                                         | France                                              | 1 h 10 min 11 s                                     |                                                     |
| 2003  | Benjamin Pseret                                     | Kenya                                               | 1 h 2 min 38 s                                      | Isabella Ochichi                                    | Kenya                                               | 1 h 8 min 42 s                                      |                                                     |
| 2004  | Julius Rotich                                       | Kenya                                               | 1 h 1 min 27 s                                      | Margaret Atodonyang                                 | Kenya                                               | 1 h 11 min 34 s                                     |                                                     |
| 2005  | Benson Barus                                        | Kenya                                               | 1 h 1 min 14 s                                      | Irina Permitina                                     | Russie                                              | 1 h 12 min 20 s                                     |                                                     |
| 2006  | Emmanuel Mutai                                      | Kenya                                               | 2 h 12 min 39 s 7                                   | Sylvia Kibet                                        | Kenya                                               | 1 h 11 min 51 s                                     |                                                     |
| 2007  | Isaac Sang                                          | Kenya                                               | 1 h 2 min 4 s                                       | Anne Bererwe                                        | Kenya                                               | 1 h 13 min 13 s                                     |                                                     |
| 2008  | Dennis Ndiso                                        | Kenya                                               | 1 h 0 min 54 s                                      | Atsede Habtamu                                      | Éthiopie                                            | 1 h 10 min 49 s                                     |                                                     |
| 2009  | Titus Masai                                         | Kenya                                               | 1 h 0 min 0 s                                       | Helah Kiprop                                        | Kenya                                               | 1 h 9 min 29 s                                      |                                                     |
| 2010  | Peter Some                                          | Kenya                                               | 1 h 1 min 34 s                                      | Belaynesh Algera                                    | Éthiopie                                            | 1 h 11 min 10 s                                     |                                                     |
| 2011  | Levy Omari                                          | Kenya                                               | 1 h 0 min 6 s                                       | Feyse Tadese                                        | Éthiopie                                            | 1 h 11 min 8 s                                      |                                                     |
| 2012  | Bernard Koech                                       | Kenya                                               | 59 min 57 s                                         | Guteni Shone                                        | Éthiopie                                            | 1 h 11 min 11 s                                     |                                                     |
| 2013  | Dino Sefir                                          | Éthiopie                                            | 1 h 0 min 30 s                                      | Elvan Abeylegesse                                   | Éthiopie                                            | 1 h 10 min 32 s                                     |                                                     |
| 2014  | Kennedy Kipyego                                     | Kenya                                               | 1 h 1 min 32 s                                      | Janet Kisa                                          | Kenya                                               | 1 h 11 min 1 s                                      |                                                     |
| 2015  | James Gitahi                                        | Kenya                                               | 1 h 0 min 12 s                                      | Edna Kimaiyo                                        | Kenya                                               | 1 h 10 min 47 s                                     |                                                     |
| 2016  | Kennedy Kipyego                                     | Kenya                                               | 1 h 1 min 46 s                                      | Muliye Dekebo                                       | Éthiopie                                            | 1 h 11 min 8 s                                      |                                                     |
| 2017  | John Kipkoech                                       | Kenya                                               | 1 h 2 min 19 s                                      | Amandine Ginouves                                   | France                                              | 1 h 27 min 7 s                                      |                                                     |
| 2018  | Emmanuel Kipsang                                    | Kenya                                               | 1 h 1 min 4 s                                       | Anna Wąsik                                          | Pologne                                             | 1 h 22 min 4 s                                      |                                                     |
| 2019  | Tsegay Mehari                                       | Érythrée                                            | 1 h 1 min 45 s                                      | Irène Gorban                                        | France                                              | 1 h 24 min 24 s                                     |                                                     |
| 2020  | Course annulée en raison de la pandémie du Covid-19 | Course annulée en raison de la pandémie du Covid-19 | Course annulée en raison de la pandémie du Covid-19 | Course annulée en raison de la pandémie du Covid-19 | Course annulée en raison de la pandémie du Covid-19 | Course annulée en raison de la pandémie du Covid-19 | Course annulée en raison de la pandémie du Covid-19 |

 Record de l'épreuve